# ايمانويل بابا
ايمانويل بابا (بالإنجليزية: Emmanuel Baba)‏ (22 مايو 1985 بنيجيريا - ) هو لاعب كرة قدم نيجيري في مركز الوسط. شارك مع منتخب نيجيريا لكرة القدم. أما مع النوادي، فقد لعب مع ليفسكي صوفيا ونادي السالمية ونادي تشيرنو مور فارنا ونادي سبارتاك فارنا ونادي سموحة.

## وصلات خارجية
- ايمانويل بابا على موقع الاتحاد الدولي (مؤرشف)  (الإنجليزية)
- ايمانويل بابا على موقع قاعدة بيانات كرة القدم.إي يو (الإنجليزية)